# Ledenice (Chorwacja)
Ledenice – wieś w Chorwacji, w żupanii primorsko-gorskiej, w mieście Novi Vinodolski. W 2011 roku liczyła 173 mieszkańców.